# ГЕС Барра-дус-Кокейрус
ГЕС Барра-дус-Кокейрус (порт. UHE Barra dos Coqueiros) — гідроелектростанція на сході Бразилії у штаті Гояс. Знаходячись між ГЕС Касу (вище по течії) та ГЕС Da Foz Do Rio Clara, входить до складу каскаду на Ріо-Кларо (права притока Парани, що впадає до її верхньої течії Паранаїби між ГЕС Сан-Сіман та Ілля-Солтейра). Можливо також відзначити, що існує проєкт спорудження нижче від ГЕС Barra dos Coqueiros ще однієї станції Ітагуачу.
Для роботи ГЕС річку перекрили комбінованою греблею — у руслі знаходиться ділянка із ущільненого котком бетону, а обабіч неї земляні частини, при цьому найбільша висота цієї споруди сягає 43 метрів. Пригреблевий машинний зал обладнали турбінами типу Каплан загальною потужністю 90 МВт, які працюють при напорі у 36 метрів.
Видача продукції відбувається за допомогою ЛЕП, розрахованої на роботу під напругою 138 кВ.